# Centro Topchubashov
El Centro Topchubashov (en azerí: Topçubaşov Mərkəzi) es un centro de investigación en Azerbaiyán. El centro opera en los campos de las relaciones internacionales y la seguridad.

## Historia
El Centro Topchubashov fue establecido en abril de 2018 por el equipo directivo de Politicon, que es una plataforma en línea para autores que escriben sobre diversos aspectos de la política y la gobernanza. Los dos fundadores principales del centro son Rusif Huseynov (director) y Murad Muradov (subdirector). El centro opera dentro de la Unión Pública de Estudios Regionales en Bakú.

## Ocupaciones
El trabajo del Centro Topchubashov se basa en las actividades de varios programas de investigación. El programa de investigación incluye política nacional e internacional, geopolítica, seguridad, políticas públicas y la economía del Cáucaso Meridional, Oriente Medio, Europa Oriental y Eurasia. Uno de los principales objetivos del centro es informar adecuadamente a los medios de comunicación mundiales sobre las innovaciones en Azerbaiyán, el proceso político y la situación en Karabaj, y los artículos publicados aquí se han publicado en los medios occidentales. Durante su existencia, el Centro Topchubashov organizó conferencias, realizó concursos y participó en la publicación de libros. El centro también trabaja como consultor con varias empresas y organizaciones de medios. Por iniciativa del centro, se invitó a periodistas macedonios, serbios y bosnios a los territorios reconquistados por Azerbaiyán tras la segunda guerra del Alto Karabaj.
Hay varios medios de comunicación debajo del centro. Estos incluyen el Centro Topchubashov, Politicon y las plataformas en línea Şərqə baxış. Las principales actividades de los medios de comunicación son la cobertura de temas políticos, económicos, históricos, diversos análisis y reportajes.

## Recepción
El Centro Topchubashov está incluido en la lista de fuentes recomendadas para Azerbaiyán en el Caspian Media Project del Centro de Estudios Rusos y Eurasiáticos de la Universidad de Harvard.